# منشأة زعلوك
منشأة زعلوك، قرية تابعة للوحدة المحلية لقرية شباس الملح، التابعة لمركز دسوق التابع لمحافظة كفر الشيخ في جمهورية مصر العربية.

## توابعها
لها 7 توابع من عزب وكفور ونجوع:
- سيدي جامع.
- الكوم الكبير.
- علي الملاح.
- الكشك الغربي.
- الكشك الشرقي.
- الحوش.
- السحماوي.

## السكان
حسب إحصاءات عام 2006، بلغ عدد سكان منشأة زعلوك 6550 نسمة، منهم 3284 ذكر و3266 أنثى.